# Theora
Theora je patentově nezatížený formát komprese digitálního videa, který byl vyvinut nadací Xiph.org jako součást projektu Ogg. Theora je původně založená na kodeku On2 VP3 a měla by konkurovat formátům MPEG-4, RealVideo, Windows Media Video a jiným.
Referenční implementace, video kodek libtheora, je napsán v jazyku C a uvolněn pod licencí BSD. Jako kontejner se přednostně používá Ogg a na zvukovou vrstvu je určen Vorbis.
Korektní přípona souboru používajícího formát Theora v kontejneru Ogg je .ogv (Ogg Video).

## Přehrávače podporující formát Theora
- MPlayer
- xine
- RealPlayer
- VLC
- DirectShow filtry pro všechny přehrávače ve Windows, které tento systém podporují

## Historie
- 25. září 2002 je vypuštěna první alfa verze referenční implementace (libtheora).
- 16. a 27. prosince 2002 byla ve dvou etapách vypuštěna druhá alfa verze.
- 20. března byla vypuštěna třetí alfa verze.
- 1. června 2004 byl formát Theora zmražen. To znamená, že specifikace formátu nebude změněna a tak je zajištěno, že všechny soubory zakódované třetí alfa verzí referenční implementace libtheora půjdou přehrát i s verzí novější.
- 15. prosince 2004 byla zveřejněna specifikace formátu Theora (Theora I Specification)
- 16. dubna 2008 vypuštěna libtheora verze 1.0 beta 3.
- 3. listopadu 2008 vydání libtheora verze 1.0 - referenční implementace formátu Theora.
- 24. září 2009 byla vypuštěna libtheora verze 1.1 s kódovým označením Thusnelda

## Commons
Ogg Theora byl jediný formát videa, který bylo povoleno uploadovat na Wikimedia Commons. Později přibyl formát WebM s videem ve formátech VP8 a VP9 a zvukem ve formátu Vorbis nebo Opus.